# Panposh
Panposh (o Banposh, Banposi) è una suddivisione dell'India, classificata come census town, di 10.227 abitanti, situata nel distretto di Sundergarh, nello stato federato dell'Orissa. In base al numero di abitanti la città rientra nella classe IV (da 10.000 a 19.999 persone).

## Geografia fisica
La città è situata a 22° 15' 0 N e 84° 47' 60 E e ha un'altitudine di 182 m s.l.m..

## Società

### Evoluzione demografica
Al censimento del 2001 la popolazione di Panposh assommava a 10.227 persone, delle quali 5.189 maschi e 5.038 femmine. I bambini di età inferiore o uguale ai sei anni assommavano a 1.255, dei quali 652 maschi e 603 femmine. Infine, coloro che erano in grado di saper almeno leggere e scrivere erano 6.891, dei quali 3.830 maschi e 3.061 femmine.